# Kastskovel

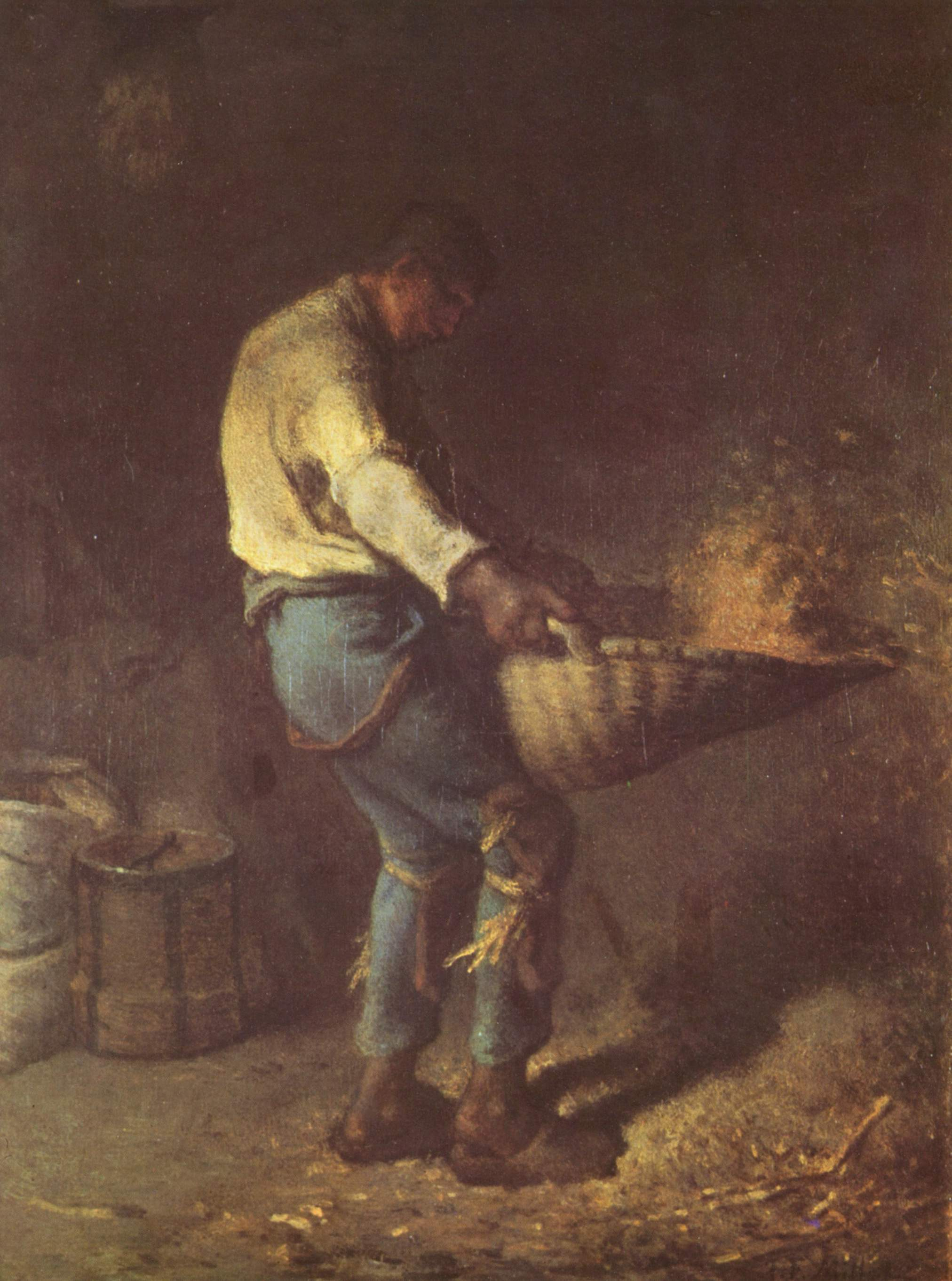
Le vanneur av Jean-François Millet.

Kastskovel är ett redskap för att rensa tröskad säd. Redskapet nämns i Bibeln i Matteusevangeliet 3:12: "Han har kastskoveln i handen och skall rensa den tröskade säden och samla vetet i sin lada, men agnarna skall han bränna i en eld som aldrig slocknar."
Viktiga mekaniserade varianter av kastskoveln och vindsikten utvecklades i Europa under den så kallade agrara revolutionen.